# Homai Vyarawalla

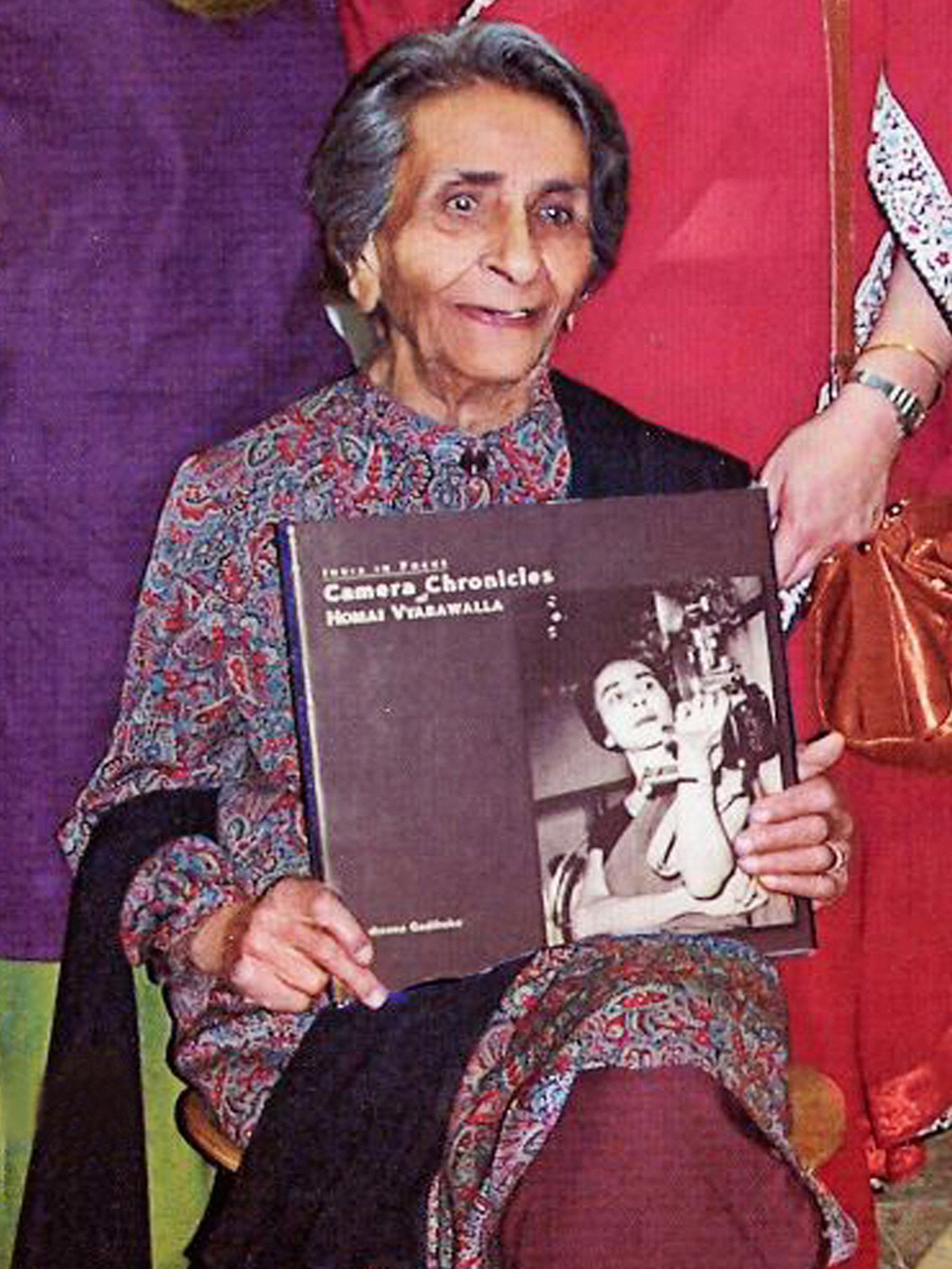
Homai Vyarawalla in 2010

Homai Vyarawalla (Navsari, Gujarat, 9 december 1913 - Vadodara, 15 januari 2012) was India's eerste vrouwelijke fotojournalist. Ze fotografeerde vele politieke en nationale leiders, waaronder Mahatma Gandhi, Jawaharlal Nehru en Indira Gandhi.  
Vyarawalla, de dochter van een theateracteur, studeerde aan de Bombay University en haalde een diploma aan de Sir J.J. School of Arts. Eind jaren dertig begon ze in de fotografie te werken en kreeg ze bekendheid. Vanaf rond het begin van de Tweede Wereldoorlog werden foto's van haar gepubliceerd in The Illustrated Weekly of India. Veel van die foto's werden zeer bekend en iconisch. Zo maakte ze foto's van het eerste hijsen van de Indiase vlag nadat het land onafhankelijk werd. Ook maakte ze veel platen van Nehru, een favoriet onderwerp van haar. De meeste foto's werden gepubliceerd onder haar psydoniem, Dalda 13. Uit onvrede met het gedrag van haar collega's die uit waren op een snelle knaak en zich slecht gedroegen stopte ze rond het begin van de jaren zeventig met foto's maken: hierna heeft ze nooit meer gefotografeerd. In 2011 kreeg ze de staatsprijs Padma Vibhushan. 
Op 12 januari 2012 werd ze na een val uit haar bed met een gebroken heup opgenomen in het ziekenhuis. Ze had problemen met haar longen en kreeg ademhalingsproblemen, waaraan ze uiteindelijk op 98-jarige leeftijd is overleden.